# Tortula sabinae
Tortula sabinae là một loài rêu trong họ Pottiaceae. Loài này được C.C. Towns. mô tả khoa học đầu tiên năm 1984.